# Тереза д’Энтенса
Тереза д’Энтенса (кат. Teresa d'Entença; 1300 — 1327, Сарагоса) —  графиня Урхельская (с 1314), виконтесса Ажера, баронесса Энтенса-и-Антильон, первая жена Альфонсо IV, дочь Гомбальда д’Энтенса и Констанции Антийонской.
Перед тем, как умереть бездетным в Ла-Литере, двоюродный дед Терезы граф Эрменгол X Урхельский согласился сделать сына арагонского короля Альфонсо наследником Урхеля при условии, что он женится на Терезе — законной наследнице графства. Альфонсо согласился и в 1314 году женился на Терезе в соборе Лериды. Альфонсо слыл расточительным человеком, и местные придворные наложили на него ограничения в расходах на свадебные торжества.
Тереза умерла во время родов сына Санчо 20 октября 1327 года в Сарагосе, всего за несколько дней до того, как её муж стал королем Арагона. Она похоронена во францисканской церкви в Сарагосе. Её младший сын Хайме унаследовал графство Уржель.

## Дети
Тереза родила Альфонсо IV семерых детей за тринадцать лет брака:
- Альфонсо (1315—1317)
- Констанция (1318—1346), жена Хайме III
- Педро IV (1319—1387), король Арагона
- Хайме I (1321—1347), граф Урхеля
- Изабелла (1323—1327)
- Фадрике (1325 — ум. в младенчестве)
- Санчо (1327).